# Mathieu Bastareaud
Mathieu Bastareaud (Créteil, 17 de septiembre de 1988) es un exjugador y entrenador de rugby, cuya posición era la de centro. Fue internacional con Francia.

## Selección nacional
Después de impresionantes actuaciones en la división máxima francesa, fue llamada al equipo nacional para enfrentarse a Gales durante el Torneo de las Seis Naciones 2009 después de que se lesionara Maxime Mermoz. Volvieron a llamarle para la selección a principios del año 2010 cuando Francia se preparaba para el Seis Naciones. Francia consiguió ganar el Grand Slam, con Bastareaud jugando todos los partidos.
Jugó el Torneo de las Seis Naciones 2013, incluido el último partido ante Escocia en el Stade de France el 16 de marzo de 2013. Consiguió ser el segundo es más defensores batidos, con 15.
En 2015 es seleccionado para formar parte de la selección francesa que participa en la Copa Mundial de Rugby de 2015.

## Palmarés y distinciones notables
- Top 14: 2013-2014 (Toulon)
- Copa de Campeones Europea de Rugby 2012-2013, 2013-2014 y 2014-2015 (Toulon)
- Seleccionado para  jugar con los Barbarians

## Controversias
En enero de 2018 es investigado por un comentario homófobo contra el jugador italiano Sebastian Negri en el partido de la Champions cup que enfrentó a Toulon contra Benetton